# Daniel Hiester (Politiker, 1774)
Daniel Hiester (* 1774 im Chester County, Province of Pennsylvania; † 8. März 1834 in Hagerstown, Maryland) war ein britisch-amerikanischer Politiker. Zwischen 1809 und 1811 vertrat er den Bundesstaat Pennsylvania im US-Repräsentantenhaus.

## Leben
Daniel Hiester entstammte der in Pennsylvania bedeutenden Hiester-Familie. Er war der Sohn von John Hiester (1745–1821) und der Neffe seines Namensvetters Daniel Hiester (1747–1804), die beide Kongressabgeordnete waren. Über seine Jugend und Schulausbildung ist nichts überliefert. Zwischen 1800 und 1809 war er unter anderem Gerichtsdiener im Chester County. Politisch wurde er Mitglied der Demokratisch-Republikanischen Partei.
Bei den Kongresswahlen des Jahres 1808 wurde Hiester im dritten Wahlbezirk von Pennsylvania in das US-Repräsentantenhaus in Washington, D.C. gewählt, wo er am 4. März 1809 die Nachfolge seines Vaters antrat. Bis zum 3. März 1811 konnte er eine Legislaturperiode im Kongress absolvieren.
Nach seiner Zeit im US-Repräsentantenhaus wurde Daniel Hiester im Bankgewerbe tätig. Er war maßgeblich an der Gründung der ersten Bank im Chester County beteiligt. Zwischen 1814 und 1817 war er deren erster Kassierer. Am 28. Februar 1821 wurde er Notar und Urkundsbeamter in seiner Heimat. Zuvor war er von 1815 bis 1817 Ortsvorsteher von West Chester. Er starb am 8. März 1834 in Hagerstown und wurde auf dem Kongressfriedhof in Washington beigesetzt.